# 掌叶青兰
掌叶青兰（学名：Dracocephalum palmatoides），为唇形科青兰属下的一个植物种。